# DNEL
Der DNEL (englisch derived no-effect level), synonym DNEL-Wert, stammt aus Anhang 1, Nummer 1.0.1 der europäischen chemikalienrechtlichen REACH-Verordnung, die am 1. Juli 2007 in Kraft getreten ist. Er beschreibt den Expositionsgrenzwert, unterhalb dessen ein Stoff nach dem Kenntnisstand der Wissenschaft zu keiner Beeinträchtigung der menschlichen Gesundheit führt. Für Stoffe, für die es keine Wirkungsschwelle gibt, hat die Europäische Chemikalienagentur ergänzend den DMEL-Wert eingeführt.
Entsprechend der REACH-Verordnung hat der Registrant (Hersteller oder Importeur) eines Stoffes die DNEL-Werte für die wahrscheinlichsten Expositionswege (oral, dermal, inhalativ) und die wahrscheinliche Expositionsdauer und -häufigkeit anzugeben. Je nach möglichen Expositionswegen kann es notwendig sein, verschiedene DNEL-Werte für relevante Verbrauchergruppen (Arbeitnehmer, Verbraucher etc.) anzugeben. Der Weg zur Bestimmung des DNEL-Wertes ist in Anhang 1, Nummer 1.4.0 beschrieben und beruht im Wesentlichen auf toxikologischen Bewertungen der entsprechenden Stoffe. Ist es nicht möglich, einen DNEL-Wert zu ermitteln, zum Beispiel weil bisher keine ausreichenden Daten vorliegen, ist dies nach Anhang 1, Nummer 1.4.2 klar anzugeben und entsprechend zu begründen.
DNEL-Werte mit Arbeitsplatzbezug, die von der Europäischen Chemikalienagentur in dieser Form veröffentlicht wurden, enthält die GESTIS-DNEL-Liste der Deutschen Gesetzlichen Unfallversicherung (DGUV). Sie basiert auf einer Zusammenstellung der Berufsgenossenschaft der Bauwirtschaft (BG BAU). Krebserzeugende Substanzen sind mit einem besonderen Hinweis versehen, ebenso Stoffe, für die es in Deutschland einen verbindlichen Arbeitsplatzgrenzwert gibt. Die GESTIS-DNEL-Liste steht sowohl als downloadfähige Excel-Tabelle als auch in Form einer Suchfunktion zur Verfügung. Die GESTIS-DNEL-Liste umfasst Einträge zu über 6000 Stoffen. Eine kommerzielle Nutzung ist nicht erlaubt, es wird keine Haftung übernommen.
An den DNEL-Werten wird kritisiert, dass sie sich teilweise um den Faktor fünf von bestehenden Grenzwerten unterscheiden und herstellerabhängig sind.